# Papinsko povjerenstvo Ecclesia Dei
Papinsko povjerenstvo Ecclesia Dei (lat. Pontificia Commissio Ecclesia Dei) bilo je povjerenstvo Katoličke Crkve koje je papa Ivan Pavao II. osnovao motuproprijom Ecclesia Dei, 2. srpnja 1988. za brigu o bivšim sljedbenicima nadbiskupa Marcela Lefebvrea koji su prekinuli s njim zbog njegovog posvećenja četvorice svećenika njegove Družbe sv. Pija X. za biskupe 30. lipnja 1988., čin koji je Sveta Stolica smatrala nedopuštenim i raskolničkim činom. Također je imao zadatak pokušati vratiti puno zajedništvo sa Svetom Stolicom one tradicionalne katolike koji su u stanju odvojenosti, od kojih je Družba svetog Pija X. (FSSPX) na prvom mjestu, te pomoći u zadovoljavanju pravednih težnji ljudi koji nisu povezani s tim skupinama, a žele održati liturgiju starog rimskog obreda.
Papa Benedikt XVI. dao je povjerenstvu dodatne funkcije 7. srpnja 2007., a 8. srpnja 2009. imenovao je prefekta Kongregacije za nauk vjere voditeljem povjerenstva po službenoj dužnosti. Papa Franjo je 17. siječnja 2019. ukinuo povjerenstvo i spojio njezinu odgovornost s Kongregacijom za nauk vjere.